# Музей Акрополя
Музей Акрополя (греч. Μουσείο Ακρόπολης) — музей в Греции. Был заложен в Афинах 22 декабря 2003 года и официально открыт 20 июня 2009 года.
По случаю открытия музея была проведена официальная церемония во главе с президентом Греции Каролосом Папульясом, на которой присутствовали председатель ЕС и руководители зарубежных стран. Антонис Самарас, занимавший тогда пост министра культуры, передал фрагмент метопы Парфенона, возвращённый Греции музеями Ватикана, символизируя этим жестом просьбу греческого народа о воссоединении мраморных фрагментов, вывезенных из страны, с оставшимися на родине — уже в Новом Музее Акрополя.
Главой организации по созданию музея стал профессор археологии университета Аристотеля в Салониках Димитриос Пандермалис. Проект музея был выполнен швейцарским архитектором Бернаром Чуми.

## История музея
Первый музей Акрополя был сооружен в 1874 году. Множество исследователей сменяли друг друга на протяжении двух веков, и с начала XIX века было обнаружено множество артефактов, количество которых намного превысило предусмотренную ёмкость существующего здания. Дополнительный стимул для строительства нового музея состоял в том, что Греция начала переговоры с Британским правительством относительно возвращения мраморных скульптур, вывезенных лордом Элгином. Одним из контраргументов британской стороны было то, что Греция не имеет необходимых условий для экспозиции, а тем более для сохранения древностей. Условие создания галереи для представления мраморных скульптур, которые бы могли быть возвращены Британским музеем, стало ключевым при принятии решения относительно судьбы Нового музея.
Первый конкурс архитекторов проходил ещё в 1976 году и был ограничен участием исключительно греческих архитекторов. Впрочем, ни конкурс 1976 года, ни второй конкурс, проведённый в 1979 году, не дал никаких результатов главным образом потому, что земельный участок, предназначенный для планирования конструкции, был признан непригодным.
В 1989 году состоялся третий, на этот раз международный, конкурс проектов Нового музея; также на выбор были представлены три земельных участка. Конкурс выиграли итальянские архитекторы Манфреди Николетти и Лусио Пассарелли. После паузы 1990-х годов строительство музея всё же было начато. Однако при рытье котлована под фундамент здания строители натолкнулись на археологические находки, что привело к отмене правительством результатов конкурса в 1999 году.
В ходе четвёртого конкурса не было предложено ни одного проекта, который позволил бы не нарушить древних захоронений. Эти условия дорабатывались позже с привлечением греческих и зарубежных специалистов. Наконец, в сотрудничестве с греческим архитектором Михалисом Фотиадисом новый план был скорректирован таким образом, что вся конструкция здания должна поддерживаться колоннами над археологическими находками, не повреждая их.
Первоначально открытие музея планировалось к Олимпийским играм 2004 года в Афинах. Однако строительство затягивалось. 14 октября 2007 года строительные работы приблизились к завершению и начались перевозки артефактов из старого музея, расположенного у подножия холма Акрополя, в новый музей. Хотя расстояние между новым и старым музеем составило около 400 метров, для выполнения операций были задействованы три гигантских крана.